# Moctezuma, Guerrero
Moctezuma är en ort i Mexiko.   Den ligger i kommunen San Marcos och delstaten Guerrero, i den södra delen av landet, 290 km söder om huvudstaden Mexico City. Moctezuma ligger 212 meter över havet och antalet invånare är 271.
Terrängen runt Moctezuma är huvudsakligen kuperad, men åt sydost är den platt. Runt Moctezuma är det ganska glesbefolkat, med 34 invånare per kvadratkilometer. Närmaste större samhälle är San Marcos, 11,7 km väster om Moctezuma. I omgivningarna runt Moctezuma växer huvudsakligen savannskog.